# Sortsind
Sortsind var et dansk black metal-band, stiftet i 1999. De betragtes som nogle af pionererne indenfor moderne DSBM ("depressive suicidal black metal"). Bandet nåede at udgive en ep og to album (med næsten identiske sporlister) før det gik i opløsning.

## Medlemmer
- Svig – vokal, guitar
- Sorg – vokal, trommer
- Smerte – bas, keyboard

## Diskografi

### Studiealbum
- 1999: Sår
- 2001: More Days

### Ep'er
- 1999: Tomhed

### Opsamlingsalbum
- 2005: Vanvid

## Fodnoter
1. ↑  Sortsind på Encyclopaedia Metallum